# Temporada 1909-1910 del Liceu
La temporada 1909-1910 el Liceu oferí per primera vegada tot el cicle de Der Ring des Nibelungen. Fou la realització d'un projecte que rondava des del 1901.
| Temporada 1909-1910 del Liceu |                     |                    |                    | |           |                                                        |
| Òpera                         | Compositor          | Director musical   | Director d'escena  | Papers principals | Producció | Dates                                                  |
| Aida                          | Giuseppe Verdi      |                    |                    | Cecilia Gagliardi, Virginia Guerrini, Josep Palet, Arturo Romboli, Rossato Luigi |           | desembre                                               |
| La favorita                   | Gaetano Donizetti   | Francesco Spetrino |                    | Virginia Guerrini, Josep Palet, Mattia Battistini, Luigi Rossato, Primo Maini, Rosalia Pangrazy |           | 2, 4, 8, 12 desembre                                   |
| Tosca                         | Giacomo Puccini     | Francesco Spetrino |                    | Amedea Santarelli, Angelo Pintucci, Ramon Blanchart, Conrad Giralt, Antonio Volponi, Primo Maini, Josep Fernández, Josep Ricart, Rosalia Pangrazy |           | 25, 28, 29 desembre 1909 / 6, 9, 16 gener              |
| Ernani                        | Giuseppe Verdi      |                    |                    | Luigi Rossato, Maria Llàcer, Angelo Pintucci, Mattia Battistini |           | desembre                                               |
| Madama Butterfly              | Giacomo Puccini     | Francesco Spetrino |                    | Maria Farneti (desembre), Amedea Santarelli (gener), Giuseppina Giaconia, Rosalia Pangrazy, Angelo Pintucci, Francesco Federici, Primo Maini, Vicenç Gallofré, Conrad Giralt, Antonio Volponi, Josep Fernández, Josep Ricart, Adela Gassull, Rosa Balart, Francesca Molins |           | 10, 12, 14, 16, 19 desembre; 1, 2, 5, 12, 15, 25 gener |
| Salomé                        | Richard Strauss     | Franz Beidler      |                    | Gemma Bellincioni, Carlo Mariani, Ramon Blanchart, Arturo Romboli, Angelo Masini Pieralli |           | 29 de desembre                                         |
| Faust                         | Charles Gounod      |                    |                    | Amedea Santarelli, Angelo Pintucci, Francesco Federici, Luigi Rossato |           | gener                                                  |
| Gioconda                      | Amilcare Ponchielli |                    |                    | Cecilia Gagliardi, Virginia Guerrini, Giuseppina Giaconia, Josep Palet, Ramon Blanchart/Arturo Romboli, Luigi Rossato |           | gener                                                  |
| Tiefland                      | Eugen d'Albert      |                    |                    | Maria Llàcer, Giuseppina Lufrano, Julian Biel/Josep Palet, Ramon Blanchart, Conrad Giralt, Primo Maini, Francisca Molina, Rosalia Pangrazy, Adela Gasull |           |                                                        |
| Das Rheingold                 | Richard Wagner      | Franz Beidler      |                    | Angelo Masini Pieralli, Guido Vaccari, Tullio Quercia, Virginia Guerrini, Maria Giudice, Elena Ruszkowska, Giuseppe Borgatti |           | 30 de març                                             |
| Rigoletto                     | Giuseppe Verdi      | Francesco Spetrino |                    | Angelo Pintucci, Josep Segura-Tallien? (18 i 19 desembre) / Mattia Battistini (26 desembre), Lina Simeoli, Luigi Rossato, Margarida Julià, Giuseppe Paranesi |           | 18, 19 i 26 de desembre                                |
| Der fliegende Holländer       | Richard Wagner      | Franz Beidler      | Francesc Casanovas | Angelo Masini Pieralli, Elena Ruszkowska, Francesco Mannucci, Giuseppina Giaconia, Primo Maini, Josep Segura-Tallien |           | 27, 28 de març, 4, 6, 13, 14, 23, 24 d'abril           |
| Die Walküre                   | Richard Wagner      |                    |                    | Angelo Masini Pieralli, Maria Giudice, Elena Ruszkowska, Virginia Guerrini, Guido Vaccari |           |                                                        |
| Siegfried                     | Richard Wagner      |                    |                    | Elena Ruszkowska, Elisa Bruno, Giuseppe Borgatti, Cesare Spadoni, José Segura Tallien, Tullio Quercia, Medardo Medosi |           |                                                        |
| Götterdämmerung               | Richard Wagner      |                    |                    | Angelo Masini Pieralli, Maria Giudice, Elisa Bruno, Adele D'Albert/Giuseppina Lufrano, Giuseppe Borgatti, José Segura Tallien, Tullio Quercia |           |                                                        |
| Tristan und Isolde            | Richard Wagner      | Franz Beidler      |                    | Francesc Viñas, Cecilia Gagliardi, Conrad Giralt, Ramon Blanchart, Primo Maini, Margarida Julià, Vicenç Gallofré, Josep Fernández |           |                                                        |